# Ак-Шыйрак
Ак-Шыйрак (кирг. Ак-Шыйрак) — высокогорное село в Джети-Огузском районе Иссык-Кульской области Кыргызстана. Административный центр Ак-Шыйракского аильного округа. Код СОАТЕ — 41702 210 810 01 0.

## Население
По данным переписи 2009 года, в селе проживало 523 человека.

## Источник
- Киргизская советская энциклопедия (Кыргыз совет энциклопедиясы). 1 том. Фрунзе 1976г.
- Энциклопедия «Иссык-Куль, Нарын». Гл.редактор М.Борбугулов. Главная редакция Киргизской Советской Энциклопедии. Фрунзе 1991 г.